# Іллєнко Сергій Михайлович
Іллєнко Сергій Михайлович (1847–1918) — відомий луганець, громадський діяч, меценат.

## Громадська діяльність
Сергій Іллєнко був активним громадським діячем, який відомий як:
- проводир Слов'яносербського повітового дворянства (обрано 1890 р.),
- гласний Луганської міської Думи[1],
- Голова Луганського комітету Червоного Хреста.

Добре відома меценатська діяльність Сергія Михайловича.
Сергій Іллєнко вклав свої грошові кошти в будівництво залізничної лінії, що з'єднує повітове місто Слов'яносербськ через селище Луганське зі залізничною станцією Міллерово і побудував станцію, згодом названу його ім'ям «Іллєнко».
З ім'ям Сергія Іллєнка пов'язано також будівництво в селі Макарів Яр першої школи та лікарні. Лікарню було відкрито 1900 року, і вона обслуговувала селян з усієї округи.
Чимало цікавого відомо й про його дітей, сина Миколу (офіцер, учасник кількох воєн) та дочку Ганну (попечителька богадільні).
Ще один син (старший) мігрував до Югославії (без слідів), ще одного сина (четвертого) репресували в Луганську (деталі та ім'я не відомі).

## Біографічні деталі

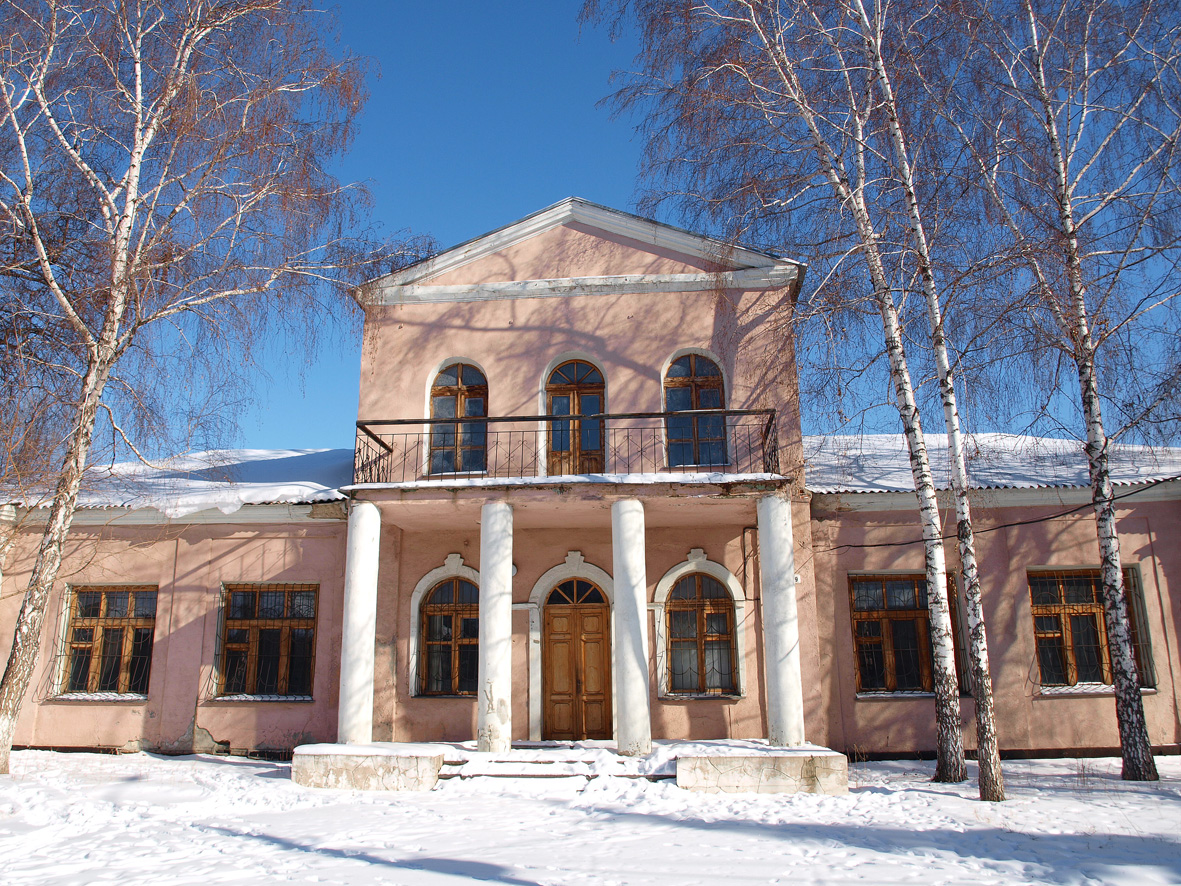
Будинок Сергія Іллєнка в місті Луганську, за адресою Наталівський пров., № 9

Сергій Іллєнко — син ректора Казанського університету. Після навчання в Казанському університеті був направлений на службу до селища Луганського (нині місто Луганськ). У 1880-х роках Іллєнко споруджує будинок в Луганскому, у Наталіївському провулку, а згодом купує маєток в селі Макарів Яр (нині — село імені комуніста Олександра Яковича Пархоменка) в Краснодонському районі Луганщини, за 40 км на схід від Луганского.
Після більшовицького перевороту 1917 року Сергій Михайлович був змушений поїхати з Луганська. Останній рік життя він провів у Ростові-на-Дону, і 1918 року, у віці 70 років помер. Похований на міському цвинтарі Ростова (Покровському?).

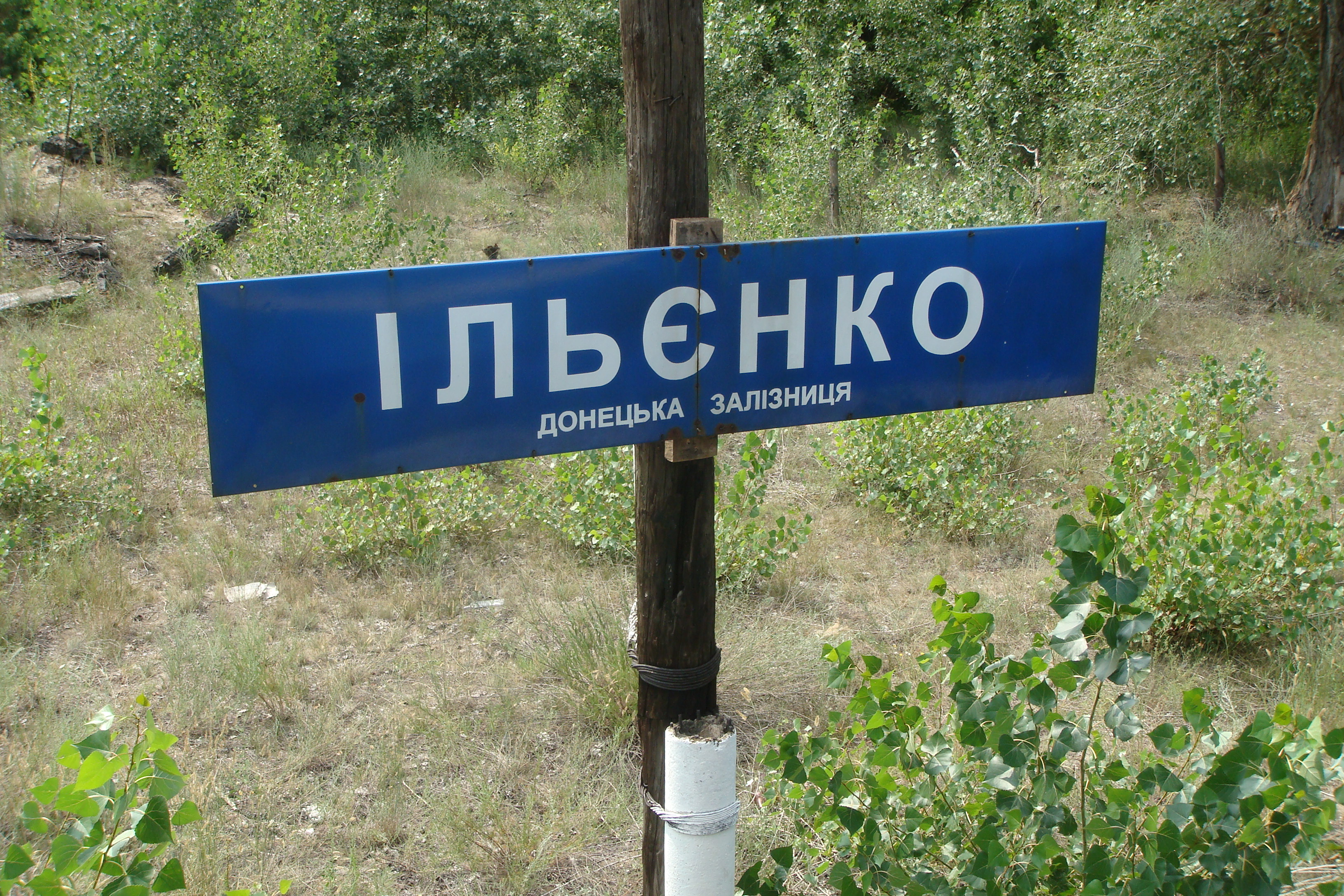
Знак залізничної станції «Іллєнко» (фотографія з вагона дизель-потяга)

## Пам'ять

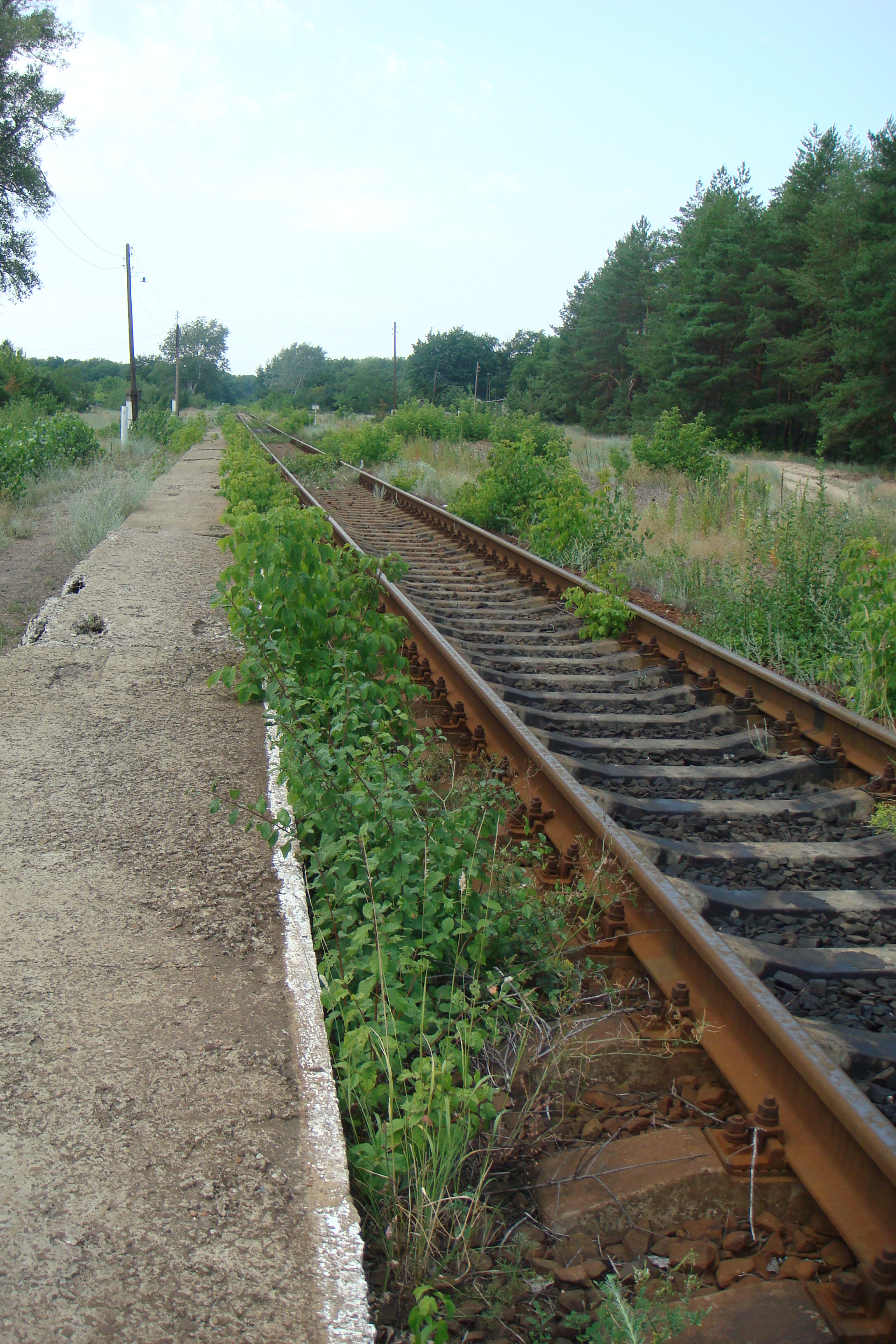
Посадкова платформа на станції Іллєнко

2012 року виповнилося 165 років від дня народження Сергія Іллєнка, про що розміщено відповідний матеріал на сайті Луганської обласної наукової бібліотеки в розділі «Знаменні дати Луганщини 2012 рік».
Ім'ям Сергія Михайловича названо залізничну станцію «Іллєнко» (по-місцевому пишуть «Ільєнко») та біостанцію «Ново-Іллєнко». Назва біостанції є похідною від назви залізничної станції. Жодного пам'ятного знаку про цю людину на станції та на біостанції немає. Очевидно, що розташована на лівому березі Деркула станція «Стара Іллєнко» і є тією станцією, якою користувалися Сергій Іллєнко і жителі Макарова Яру.
Будинок Сергія Іллєнка по Наталіївському провулку 9 Рішенням виконкому Луганської облради № 54 від 20.02.1992 р. став пам'ятником архітектури та містобудування і взятий на державний облік. Зараз цей будинок площею 174,0 м² перебуває у власності територіальної громади міста Луганськ і там знаходиться редакція видання «Жизнь Луганска, 1990»